# Ethel Afamado
Ethel Afamado   (Montevideo, 25 d'abril de 1940) és una compositora, escriptora, poetessa, guitarrista i cantant de música popular uruguaiana.

## Biografia
Ethel Afamado s'ha format musicalment amb estudis de violí, fagot, cant, guitarra i composició. També ha fet cursos de teatre amb Juan Carlos Carrasco i Jorge Triador.
Particularment interessada en les cançons tradicionals sefardites, ha recopilat material i realitzat nombrosos recitals difonent aquestes antigues cançons. Ha creat música per a uns cent poemes d'autors uruguaians i hispanoamericans, realitzant nombrosos recitals en cant amb acompanyament de guitarra.
També ha compost cançons per a obres de teatre, entre elles, de Cervantes, Florencio Sánchez, Federico García Lorca, etc.
Entre 1987 i 1997 va presentar amb la seva germana Gladys Afamado el recital Cançó i imatge com a solista. Ha presentat entre d'altres, els recitals Dones, les seves veus, en la meva veu, Camins de la paraula, i Cançons per a sentir. Va realitzar actuacions a la banda de l'actriu Maruja Santullo titulades Cant i poesía, i amb la poeta Lourdes Peruchena Dones, les seves veus, la nostra veu.
El 1993 va participar de la casset Àgape, del poeta Jorge Arbeleche amb tres dels seus poemes amb música. El 1997 va tornar a formar part d'Àgape, aquest cop editat en disc. Es van posar música als poemes i van ser recitats per una gran quantitat d'artistes uruguaians, entre els quals es trobaven: Andrés Stagnaro, Dahd Sfeir, Estela Medina, Antonio Larreta, Juan Alberto Sobrino, Jorge Bolani, Gonzalo Ruiz, Enrique Rodríguez Viera, Washington Carrasco i Cristina Fernández.

## Premis i reconeixements
Per les seves activitats literàries, Ethel Afamado va rebre diversos premis.
- El 2001, per invitació de la Cambra de Representants, va formar part de l'event d'honor a Juana de Ibarbourou, en el Palau Legislatiu.[2][3]
- Gran Premi Nacional el 2002 per La volqueta.[4]